# Erster Krieg um Bergkarabach
Der Erste Krieg um Bergkarabach war ein ethnischer und territorialer, bewaffneter Konflikt in der Bergkarabachregion in Aserbaidschan, der von 1991 bis 1994 zwischen Aserbaidschan und den Separatisten in Bergkarabach sowie Armenien als deren Unterstützer stattfand.
Der dahinterliegende Konflikt um Bergkarabach dauerte bereits seit der Unabhängigkeit der beiden Länder zu Beginn des 20. Jahrhunderts an. Die Forderung nach einer Vereinigung der Autonomen Oblast Bergkarabach mit Armenien gewann Ende der 1980er Jahre Zulauf. In den folgenden Jahren entwickelte sich daraus ein zunehmend gewalttätiger Konflikt zwischen Armeniern und Aserbaidschanern, der schließlich zu Pogromen und ethnischen Säuberungen führte. Beide Seiten begingen Massaker und Säuberungen gegeneinander wie das Pogrom in Sumgait gegen Armenier im Jahr 1988 oder das Massaker von Chodschali im Jahr 1992 an Aserbaidschanern. Der Konflikt eskalierte Ende 1991 mit dem Zerfall der Sowjetunion, als Armenien und Aserbaidschan unabhängig wurden und auch Bergkarabach seine Unabhängigkeit von Aserbaidschan erklärte, weswegen der Krieg 1992 in vollem Umfang ausbrach. 1993 besetzten armenische Separatisten und armenische Soldaten Gebiete außerhalb von Bergkarabach. Der Krieg endete unter Vermittlung von Russland im Mai 1994 mit einem armenischen Sieg. Armenien und die nicht anerkannte Republik Bergkarabach kontrollierte neben dem ursprünglichen Autonomiegebiet auch aserbaidschanische Bezirke wie Kəlbəcər oder Cəbrayıl.
In den nächsten Jahren gab es immer wieder Zusammenstöße zwischen den beiden Parteien an der Waffenstillstandslinie. Im zweiten Krieg im Jahr 2020 konnte Aserbaidschan weite Gebiete zurückerobern und in einer erneuten Offensive 2023 die Kapitulation der Separatisten erzwingen.

## Hintergrund
Die Kämpfe zwischen Armeniern und Aserbaidschanern um die Region begannen im Jahre 1918 mit der Unabhängigkeit der beiden Staaten nach dem Ersten Weltkrieg. Die Kämpfe zwischen bewaffneten Verbänden beider Seiten endeten 1919 in einem Abkommen, das Karabach gänzlich Aserbaidschan zusprach, aber eine kulturelle und administrative Autonomie für die Armenier vorsah. Mit der Eroberung durch die Sowjetunion und die Errichtung der Transkaukasischen SSR wurden die Grenzen erneut neu gezogen, wobei wieder die Entscheidung fiel, Bergkarabach an die Aserbaidschanische SSR anzugliedern. Dies wurde im Vertrag von Moskau mit der Türkei bestätigt. 1923 wurde die Autonome Oblast Bergkarabach geschaffen, um den Armeniern Autonomie zu garantieren. Außerdem wurde die Hauptstadt vom mehrheitlich aserbaidschanisch bewohnten Şuşa nach Xankəndi verlegt, das später in Stepanakert umbenannt wurde.

Karte vom Kaukasus, von 1957 bis 1991

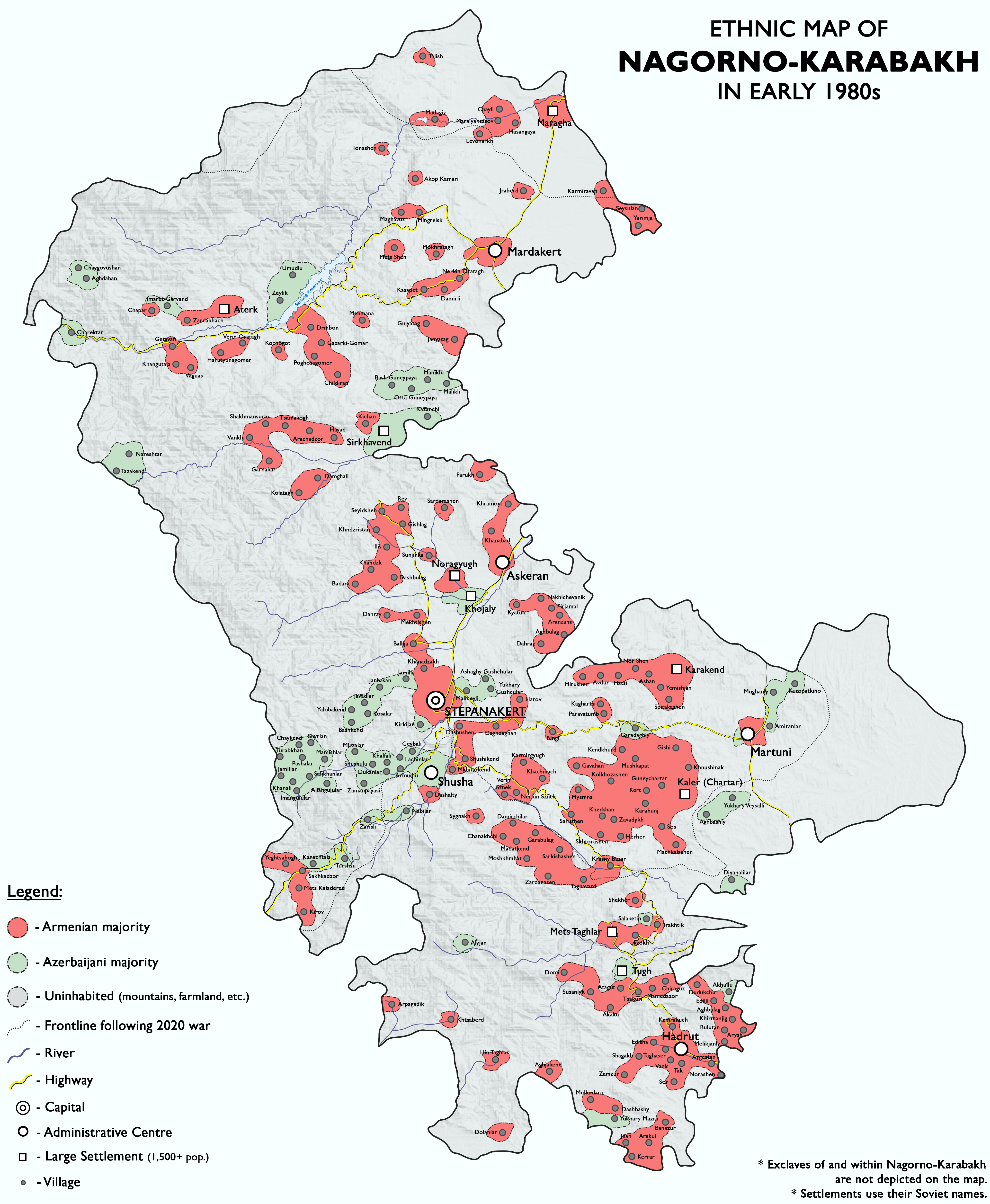
Ethnische Karte Bergkarabachs in den 1980er Jahren

Während der Zugehörigkeit der Sowjetunion gab es mehrfach Bemühungen und Hoffnungen der Armenier in Bergkarabach, doch wieder Teil der Armenischen SSR zu werden. Die Politik von Glasnost und Perestroika nutzten viele Armenier erneut für diese Forderung. Es folgten Pogrome gegen die jeweils andere Volksgruppe in Armenien und Aserbaidschan und deren Flucht. Mit dem sich abzeichnenden Zerfall der Sowjetunion 1991 wurde die Frage der Zugehörigkeit von Bergkarabach immer drängender.

## Weg in den Krieg

### Operation Ring und Unabhängigkeitserklärungen
Als viele Armenier und Aserbaidschaner in Bergkarabach begannen, Waffen zu erwerben, die sich in Lagern in ganz Bergkarabach befanden, wandte sich Mütəllibov an Gorbatschow mit der Bitte um Unterstützung bei der Einleitung einer gemeinsamen Militäroperation zur Entwaffnung militanter Armenier in der Region. Unter dem Codenamen Operation Ring drangen sowjetische Streitkräfte in Zusammenarbeit mit der örtlichen aserbaidschanischen OMON in Dörfer in der Region Goranboy ein und begannen mit der gewaltsamen Vertreibung ihrer armenischen Bewohner. Die Operation umfasste den Einsatz von Bodentruppen, gepanzerten Fahrzeugen und Artillerie. Die Deportationen der armenischen Zivilisten gingen mit Vorwürfen schwerer Menschenrechtsverletzungen einher.
1991 starteten armenische Milizgruppen eine Reihe von Operationen, um armenisch besiedelte Dörfer einzunehmen, die von der aserbaidschanischen OMON im Mai bis Juli 1991 eingenommen wurden. Eine Reihe aserbaidschanischer Einheiten brannten diese Dörfer nieder, als sie sich von ihren Stellungen zurückzogen. Nach Angaben der russischen Menschenrechtsorganisation Memorial verließen, infolge der Angriffe, gleichzeitig mehrere tausend Bewohner aserbaidschanischer Dörfer ihre Heimat in den Rayons Kəlbəcər, Ağdərə, Hadrut, Əsgəran und Xocavənd. Einige Dörfer wurden von den Milizen niedergebrannt.
Ab Ende 1991, als Aserbaidschan eine Gegenoffensive startete, begann die armenische Seite, aserbaidschanische Dörfer zu zerstören. Laut Memorial wurden die Dörfer Malıbəyli und Quşçular, von denen aus aserbaidschanische Streitkräfte regelmäßig Xankəndi bombardierten, von Armeniern angegriffen. Häuser wurden niedergebrannt und Dutzende Zivilisten getötet.
Nach der Unabhängigkeitserklärung Armeniens und Aserbaidschans erklärte Bergkarabach als Republik Bergkarabach am 3. September 1991 seine Unabhängigkeit. Im November 1991 scheiterte ein Vermittlungsversuch Russlands und Kasachstans zwischen Armenien und Aserbaidschan. Am 26. November hob Aserbaidschan die Autonomie Bergkarabachs auf.

### Waffensuche
Als sich die Sowjetunion Ende 1991 auflöste, versuchten beide Seiten, Waffen aus Militärlagern in der gesamten Region zu beschaffen. Der anfängliche Vorteil fiel zugunsten Aserbaidschans aus. Während des Kalten Kriegs hatte die sowjetische Regierung zur Verteidigung des Kaukasus eine Strategie dargelegt, mit der Armenien zur Kampfzone werden sollte, falls das NATO-Mitglied Türkei aus dem Westen einmarschieren sollte. So waren in der Armenischen SSR nur drei Militärdivisionen stationiert und das Land verfügte über keine Flugplätze, während Aserbaidschan über insgesamt fünf Divisionen und fünf Militärflugplätze verfügte. Darüber hinaus verfügte Armenien über etwa 500 Eisenbahnwaggons mit Munition im Vergleich zu 10.000 in Aserbaidschan.
Als die MWD-Truppen mit dem Abzug begannen, hinterließen sie den Armeniern und Aserbaidschanern ein riesiges Arsenal an Munition und gepanzerten Fahrzeugen. Die Regierungstruppen, die Gorbatschow drei Jahre zuvor ursprünglich entsandt hatte, stammten aus anderen Sowjetrepubliken und viele hatten keine Lust, allzu lange dort zu bleiben. Die meisten waren arme, junge Wehrpflichtige und viele verkauften einfach ihre Waffen gegen Bargeld oder sogar Wodka an die eine oder andere Seite, einige versuchten sogar, Panzer und gepanzerte Personaltransporter (APCs) zu verkaufen. Aufgrund der ungesicherten Waffenlager warfen beide Seiten Gorbatschow vor, er habe die Region in einen Konflikt geraten lassen. Die Aserbaidschaner kauften eine große Menge an Fahrzeugen, wobei das aserbaidschanische Außenministerium im November 1993 den Erwerb von 286 Panzern, 842 gepanzerten Fahrzeugen und 386 Artilleriegeschützen meldete. Die Entstehung von Schwarzmärkten trug dazu bei, den Import westlicher und moderner Waffen zu erleichtern.
Nachdem die letzten Staaten sich endgültig für unabhängig von der Sowjetunion erklärt hatten, war ein Krieg zwischen Armenien und Aserbaidschan kaum noch zu verhindern. Aserbaidschan entzog im November Bergkarabach die Autonomierechte und benannte die Hauptstadt wieder in Xankəndi um. Daraufhin erklärte sich die Region am 6. Januar 1992 für unabhängig.

### Aufbau der Armeen

Armenische Soldaten in Karabach in Sowjetuniformen und mit AK-74-Gewehren, 1994

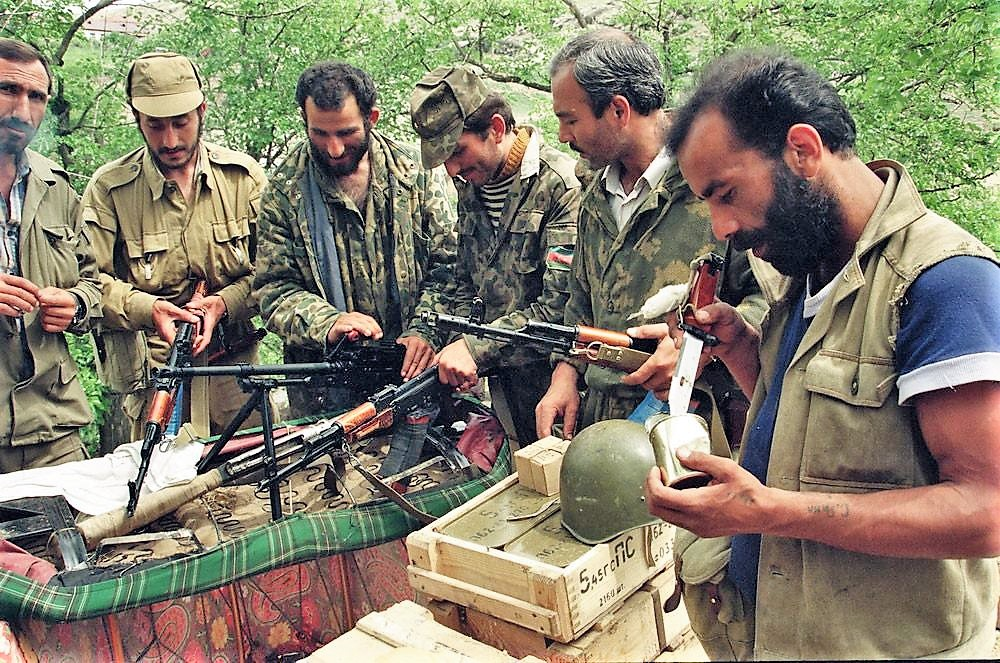
Aserbaidschanische Soldaten mit sowjetischen Waffen, 1992

Nach der Operation Ring verschärften sich die Kämpfe zwischen Armeniern und Aserbaidschanern. Tausende Freiwillige schlossen sich den neuen Armeen an, die Armenien und Aserbaidschan von Grund auf aufzubauen versuchten. Zusätzlich zur Bildung regulärer Armeeeinheiten meldeten sich in Armenien viele Männer freiwillig zu Abteilungen, Einheiten von etwa vierzig Mann, die zusammen mit mehreren anderen dem Kommando eines Oberstleutnants unterstellt wurden. Viele orientierten sich an den armenischen Revolutionären des späten 19. und frühen 20. Jahrhunderts, etwa Andranik Ozanian und Garegin Nschdeh, die gegen das Osmanische Reich und die Demokratische Republik Aserbaidschan gekämpft hatten. Laut einem Biographen eines der Männer, die in diesen Einheiten dienten, mangelte es den Abteilungen zu Beginn des Krieges an Teilnahme und sie entschieden sich oft dafür, bestimmte Ziele und Gebiete ohne viel Planung oder Taktik anzugreifen oder zu verteidigen. Ungehorsam war weit verbreitet, da viele Männer einfach nicht erschienen, die Habseligkeiten toter Soldaten plünderten und Vorräte wie Dieselöl für gepanzerte Fahrzeuge auf dem Schwarzmarkt verkauften. Einige ehemalige Soldaten des sowjetischen Militärs boten beiden Seiten ihre Dienste an. Einer der prominentesten Offiziere auf armenischer Seite war beispielsweise General Anatoli Sinewitsch, der fünf Jahre lang (1992–1997) in Bergkarabach blieb und an der Planung und Durchführung zahlreicher Operationen der armenischen Streitkräfte beteiligt war. Frauen durften sich für das Militär der Separatisten engagieren und nahmen manchmal an den Kämpfen teil, übten aber hauptsächlich Hilfsfunktionen aus wie die Bereitstellung von Erster Hilfe und die Evakuierung Verwundeter vom Schlachtfeld.
Das Militär Aserbaidschans funktionierte weitgehend in der gleiche Weise. In den ersten Kriegsjahren war es besser organisiert. Die aserbaidschanische Regierung setzte die Wehrpflicht durch und viele Aserbaidschaner meldeten sich in den ersten Monaten nach dem Zusammenbruch der Sowjetunion begeistert zum Kampf. Die Nationalarmee Aserbaidschans bestand aus etwa 30.000 Mann sowie fast 10.000 Mann der paramilitärischen OMON-Truppe und mehreren tausend Freiwilligen der Volksfront. İsgəndər Həmidovs Graue Wölfe waren eine weitere privat finanzierte Militäreinheit. Die aserbaidschanische Regierung, die über Geld aus Öleinnahmen verfügte, heuerte auch ausländische Söldner an. Laut Mariana Budjeryns 2022 erschienenem Buch Inheriting the Bomb versuchten aserbaidschanische nationalistische Milizen im Winter 1990 sogar, auf aserbaidschanischem Territorium stationierte taktische Atomwaffen durch das sowjetische Militär zu sichern oder deren Abtransport zu verhindern. So war auch İsgəndər Həmidov dafür bekannt, Armenien mit Atombomben gedroht zu haben.
Das aserbaidschanische Militär hatte auch viele Söldner aus dem Ausland in Bergkarabach, die bekanntesten waren afghanische Söldner, die von Gulbuddin Hekmatyar geführt wurden, und auch tschetschenische Söldner, die von Schamil Basajew geführt wurden. Jedoch hatte auch Armenien Söldner in Bergkarabach wie ossetische Kämpfer, jesidische Kämpfer oder auch Freiwillige der GUS.
Zwischen 1993 und 1994 verfügten Armenien und armenische Separatisten in Bergkarabach über 40.000 Militärangehörige, während Aserbaidschan über 42.000 verfügte.
Da Armenien über keine sicheren Vertragsgarantien wie die mit Russland 1997 und 2010 und der OVKS geschlossenen Verträge verfügte, musste es einen Teil seiner eigenen Streitkräfte für die Verteidigung seiner Westgrenze zur Türkei aufteilen. Während des Krieges blieb der Großteil des Militärpersonals und der Ausrüstung Armeniens im eigenen Land.

## Der Krieg

### Belagerung von Stepanakert

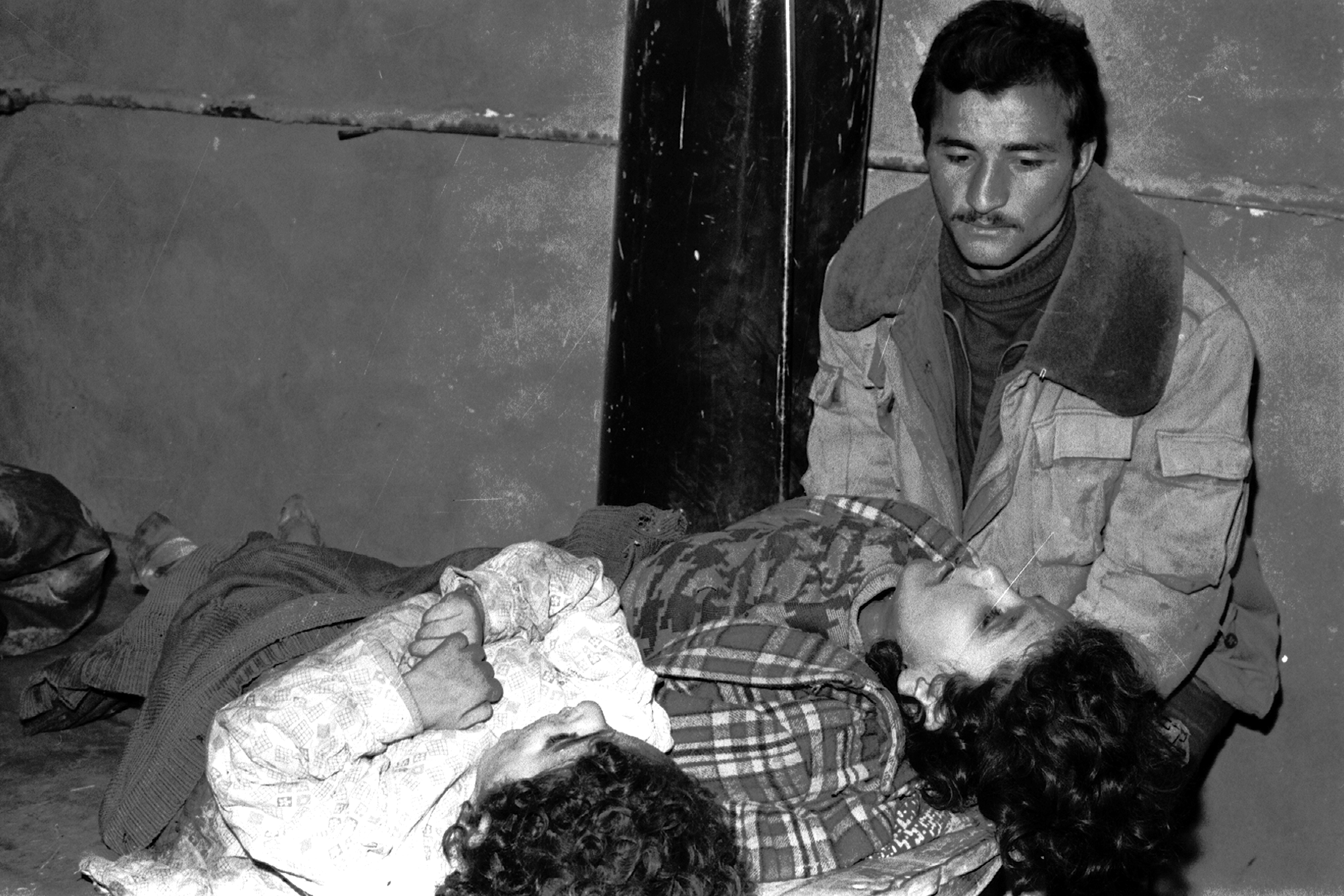
Foto von zwei Kindern, die in Xocalı getötet wurden

Während des Winters von 1991 bis 1992 wurde Stepanakert, die Hauptstadt Bergkarabachs, von aserbaidschanischen Streitkräften blockiert und belagert. Die Bombardierung von Stepanakert und angrenzenden von armenischen Separatisten kontrollierten Städten und Dörfern während der Blockade verursachte weitreichende Zerstörungen, weswegen der Innenminister der De-facto-Republik Bergkarabach angab, dass zwischen Oktober 1991 und April 1992 169 Armenier gestorben seien.

### Armenische Offensiven

#### Xocalı
Bis Ende Februar war Xocalı weitgehend abgeschnitten. Am 26. Februar starteten armenische Separatisten mit Hilfe einiger gepanzerter Fahrzeuge der GUS eine Offensive, um Xocalı einzunehmen. Nach Angaben der aserbaidschanischen Seite und der Bestätigung anderer Quellen, darunter Human Rights Watch, der in Moskau ansässigen Menschenrechtsorganisation Memorial und der von seinem Bruder dokumentierten und veröffentlichten Biografie eines führenden armenischen Befehlshabers, Monte Melkonian, wurden nach der Einnahme von Xocalı mehrere hundert Zivilisten bei einem Evakuierungsversuch von armenischen Truppen getötet. Die armenischen Streitkräfte hatten zuvor erklärt, dass sie die Stadt angreifen und einen Landkorridor für ihre Flucht freilassen würden. Als der Angriff begann, war die angreifende armenische Streitmacht den Verteidigern, die zusammen mit den Zivilisten versuchten, sich nach Norden in die von Aserbaidschanern gehaltene Stadt Ağdam zurückzuziehen, deutlich überlegen und überwältigte sie. Es wurde festgestellt, dass die Landebahn des Flughafens in Xocalı absichtlich zerstört wurde, wodurch sie vorübergehend unbrauchbar wurde. Anschließend verfolgten die Angreifer die durch den Korridor Flüchtenden, eröffneten das Feuer auf sie und töteten hunderte Zivilisten. Angesichts des Vorwurfs eines vorsätzlichen Massakers an Zivilisten durch internationale Gruppen bestritten armenische Regierungsbeamte das Vorliegen eines Massakers und gaben an, das Ziel sei es, die aus Xocalı kommende Artillerie zum Schweigen zu bringen.
Die Zahl der Todesopfer wird in manchen Quellen mit 485 angegeben. Laut aserbaidschanischen Behörden starben 613 Zivilisten, 106 davon Frauen und 83 davon Kinder. Laut Human Rights Watch wurden ebenso unbewaffnete Hilfssoldaten beim Versuch, aus dem Dorf zu fliehen, von den armenischen Truppen getötet.

#### Eroberung Şuşas und Laçıns

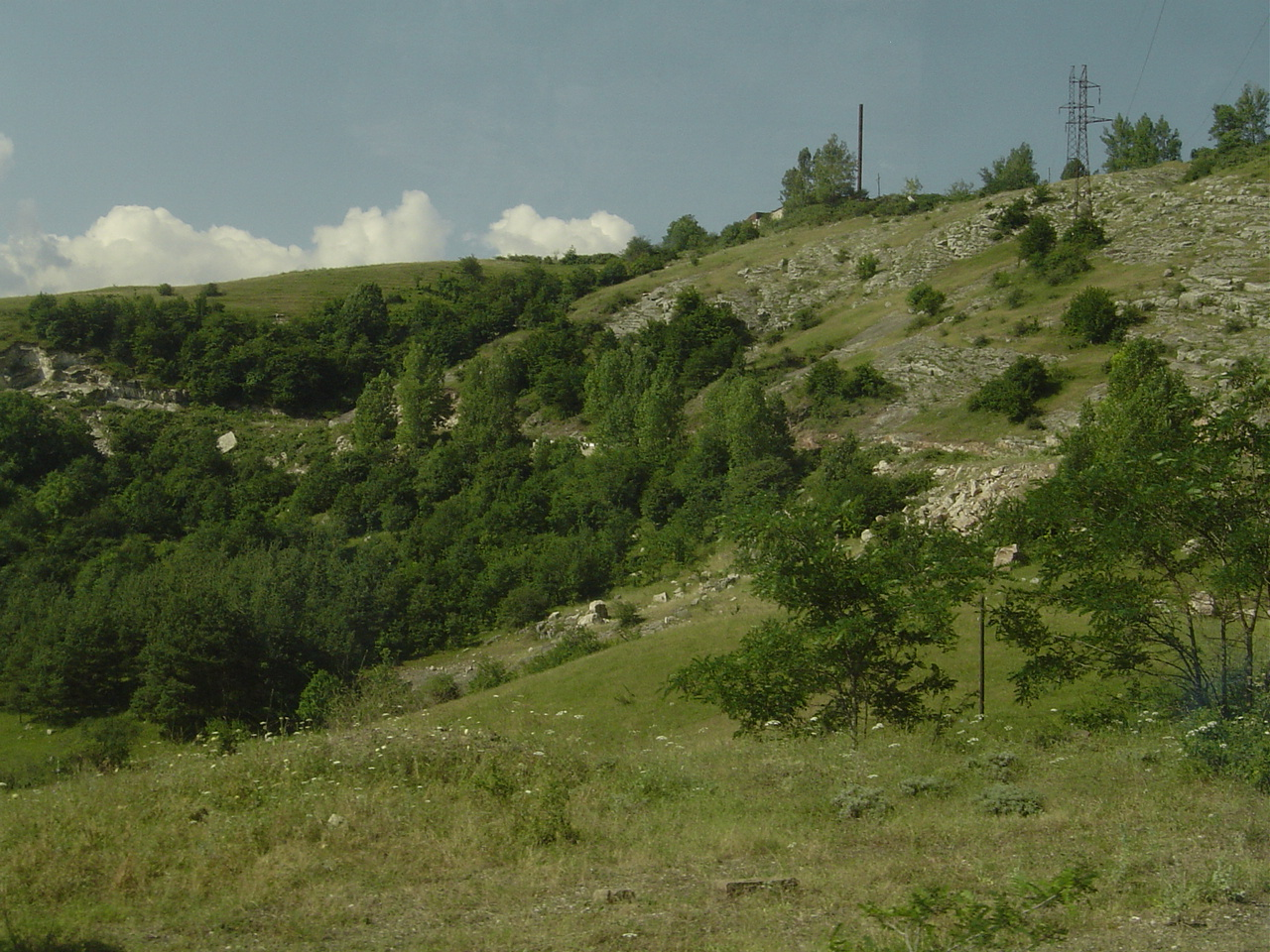
Straße nach Şuşa, wo eine Schlacht zwischen armenischen und aserbaidschanischen gepanzerten Fahrzeugen stattfand

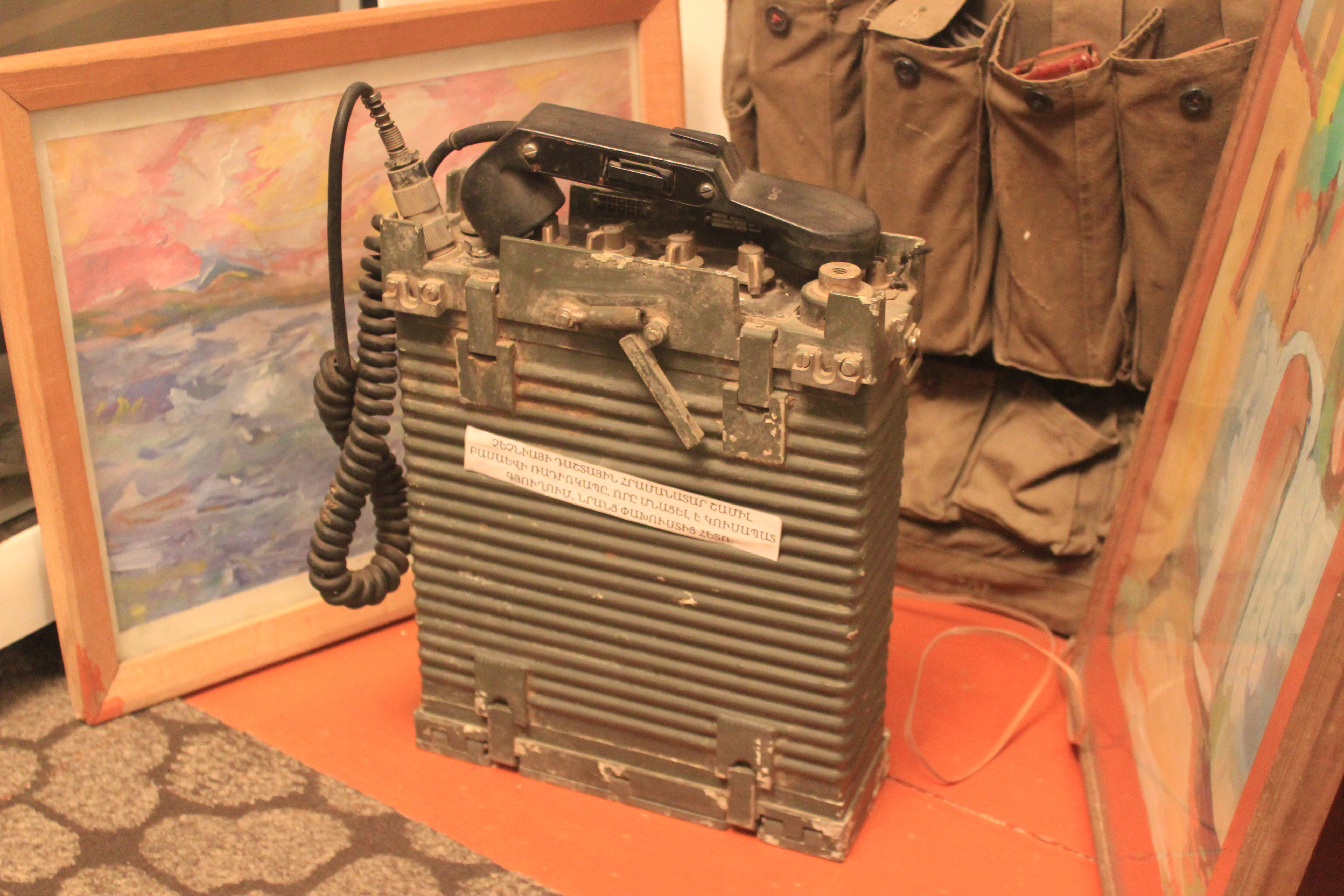
Angebliches Funkgerät von Bassajew während der Schlacht um Schuscha, ausgestellt im „Museum der gefallenen Soldaten“ in Xankəndi

Am 8. Mai griff eine Truppe von mehreren hundert armenischen Soldaten, begleitet von Panzern und Hubschraubern, Şuşa an. In den Straßen der Stadt kam es zu heftigen Kämpfen, bei denen auf beiden Seiten mehrere hundert Männer getötet wurden, auch Schamil Basajew als Anführer der tschetschenischen Freiwilligen und der islamische Kämpfer Ibn al-Chattab kämpften an der Seite Aserbaidschans. Den Armeniern gelang es am 9. Mai, die Stadt zu erobern und die Aserbaidschaner zum Rückzug zu zwingen. Die aserbaidschanischen Bewohner der Stadt wurden meist vertrieben. Das aserbaidschanische Parlament machte den amtierenden Präsidenten Yaqub Məmmədov für den Fall Şuşas verantwortlich und setzte ihn ab.
Direkt danach griffen am 18. Mai armenische Truppen die Stadt Laçın an. Aufgrund der schlechten politischen Situation in Aserbaidschan und des Mangels an Verteidigung in Laçın zu der Zeit eroberten die Armenier direkt die Stadt am nächsten Tag und brachten sie unter die Kontrolle der Republik Bergkarabach.
Der Verlust von Laçın führte trotz Verbots zu Demonstrationen gegen die Regierung Mütəllibovs und es kam zu einem bewaffneten Putsch durch Aktivisten der Volksfront. Die Kämpfe zwischen Regierungstruppen und Anhängern der Volksfront eskalierten, als die politische Opposition das Parlamentsgebäude in Baku sowie den Flughafen und das Präsidentenbüro besetzte. Am 16. Juni 1992 wurde Əbülfəz Elçibəy zum Präsidenten Aserbaidschans gewählt, und viele politische Führer der Aserbaidschanischen Volksfrontpartei wurden in das Parlament gewählt. Elçibəy lehnte es ab, die Russen um Hilfe zu bitten, und zog es vor, engere Beziehungen zur Türkei aufzubauen.

### Aserbaidschanische Offensiven
Am 12. Juni 1992 startete das aserbaidschanische Militär zusammen mit Surət Hüseynovs eigener Brigade eine dreitägige Offensive in der relativ unbewachten Region Goranboy nördlich von Bergkarabach mit einer großen Anzahl von Panzern, Schützenpanzern und Kampfhubschraubern. Die Region wurde als Schahumjan von der Republik Bergkarabach beansprucht und die armenische Gemeinschaft hier hatte zusammen mit Bergkarabach die Unabhängigkeit erklärt. Dabei wurden mehrere Dutzend Dörfer in der Region Goranboy zurückerobert, die ursprünglich von armenischen Streitkräften gehalten wurden. Ein weiterer Grund dafür, dass die Front so schnell zusammenbrach, war, dass sie mit Freiwilligenabteilungen aus Armenien besetzt war, die nach der Eroberung von Laçın ihre Stellungen aufgegeben hatten, um nach Armenien zurückzukehren.

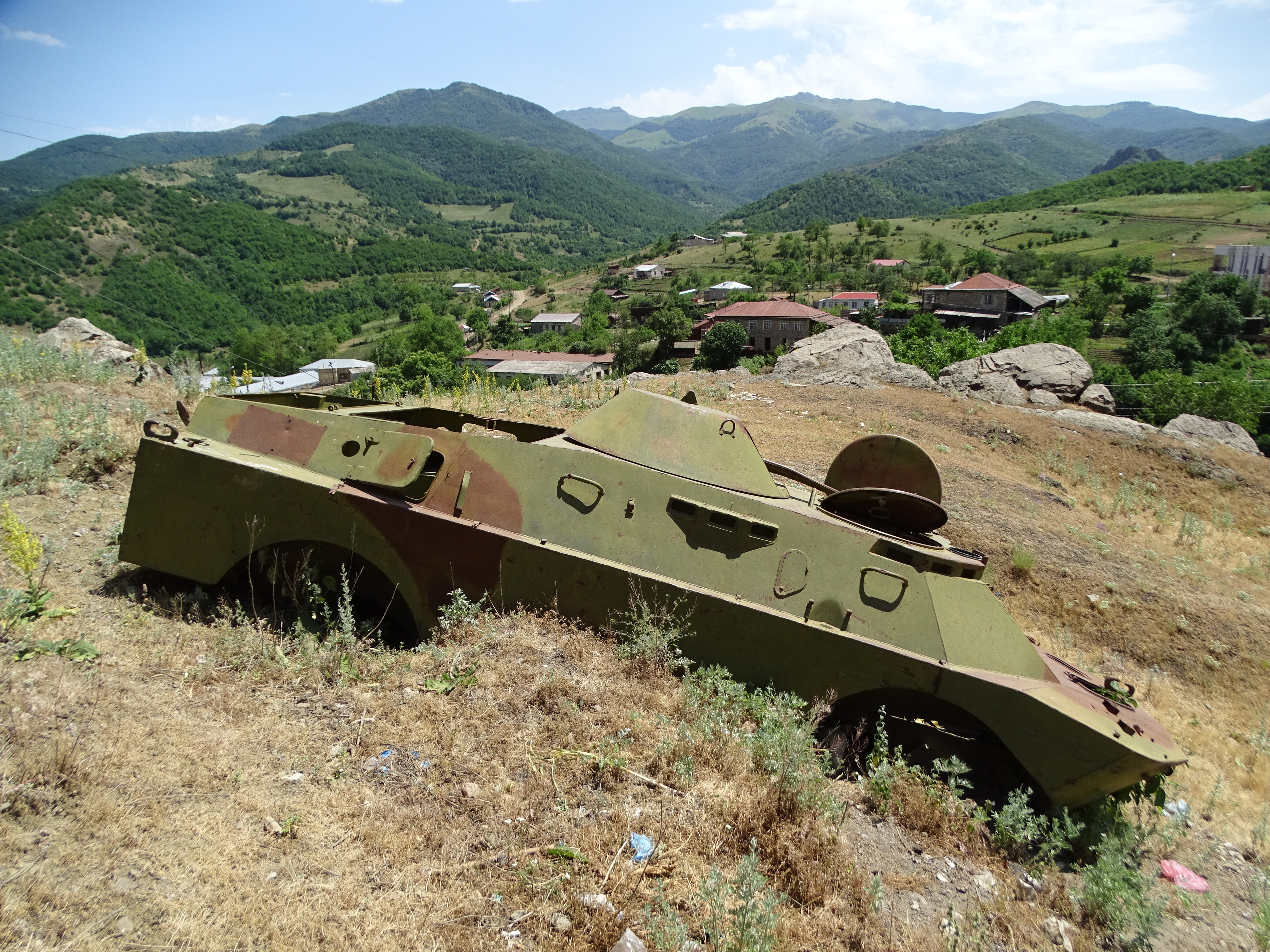
Beschädigter BRDM-2 in Daşaltı

Das Ausmaß der aserbaidschanischen Offensive brachte die armenische Regierung dazu, Aserbaidschan mit einem direkten Eingreifen und der Unterstützung der Separatisten zu drohen. Der Angriff zwang die armenischen Streitkräfte zum Rückzug nach Süden in Richtung Stepanakert, wo Kommandeure die Zerstörung eines lebenswichtigen Wasserkraftwerks in der Region Martakert erwogen, falls die Offensive nicht gestoppt werden würde. Schätzungsweise 30.000 armenische Flüchtlinge mussten ebenfalls in die Hauptstadt fliehen, da die Aserbaidschaner fast die Hälfte von Bergkarabach zurückerobert hatten. Die Offensive stoppte jedoch bald, als Kampfhubschrauber begannen, die Kolonnen anzugreifen.

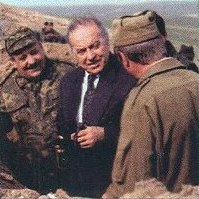
Heydər Əliyev mit aserbaidschanischen Soldaten

Im Juni plante Aserbaidschan eine kleine Offensive auf die Stadt Martuni im Süden von Bergkarabach. Der Kommandeur in Martuni, Monte Melkonian, konnte die Offensive am Ende jedoch abwehren und die Stadt halten.

### Offensiven 1993
Trotz eines brutalen Winters hofften beide Seiten auf das neue Jahr, um die Trägheit des Krieges zu durchbrechen. Der aserbaidschanische Präsident Elçibəy zeigte sich optimistisch, eine Lösung für den Konflikt mit dem armenischen Präsidenten Ter-Petrosjan herbeizuführen. Der Hoffnungsschimmer begann im Januar 1993 schnell zu verblassen, obwohl Boris Jelzin und George H. W. Bush einen neuen Waffenstillstand forderten. Die armenischen Streitkräfte starteten eine neue Angriffsrunde und überrannten Dörfer im Norden Bergkarabachs, die seit dem Vorjahr von den Aserbaidschanern zurückerobert worden waren. Nach den armenischen Verlusten im Jahr 1992 begann Russland im darauffolgenden Jahr mit massiven Waffenlieferungen an Armenien und versorgte Armenien im Jahre 1993 mit Waffen im Gesamtwert von 1 Milliarde US-Dollar. Nach Angaben des russischen Generals Lew Rohlin belieferten die Russen die Armenier mit solch massiven Waffenlieferungen als Gegenleistung für „Geld, persönliche Kontakte und jede Menge Wodkas“.
Diese militärischen Niederlagen forderten ihren Tribut bei der innenpolitischen Front Aserbaidschans. Das aserbaidschanische Militär war immer verzweifelter geworden und Verteidigungsminister Rəhim Qazıyev und die Brigade von Hüseynov baten um russische Hilfe, ein Schritt, der gegen Elçibəys Politik war. Politische Machtkämpfe und Auseinandersetzungen zwischen dem Innenminister İsgəndər Həmidov und Qazıyev über die Verlegung von Militäreinheiten führten am 20. Februar zu dessen Rücktritt. Auch in Armenien kam es zu politischen Unruhen und wachsender Unzufriedenheit mit Lewon Ter-Petrosjan.
Im März 1993 griffen Melkonians Kämpfer die vorrangig aserbaidschanisch und kurdisch besiedelte Region Kəlbəcər an. Am 2. April die Armenier von zwei Seiten aus die Stadt Kəlbəcər an. Durch den Überraschungsangriff wurden die aserbaidschanischen Streitkräfte schnell besiegt und ein Tag später wurde Kəlbəcər von Monte Melkonians Kämpfern eingenommen.
Am 30. April verabschiedete der Sicherheitsrat der Vereinten Nationen (UNSC) die von der Türkei und Pakistan gemeinsam unterstützte Resolution 822, die die sofortige Einstellung aller Feindseligkeiten und den Abzug aller Besatzungstruppen aus Kəlbəcər forderte. Human Rights Watch kam zu dem Schluss, dass die armenischen Streitkräfte während der Kəlbəcər-Offensive zahlreiche Verstöße gegen die Kriegsregeln begangen hatten, darunter den gewaltsamen Exodus der Zivilbevölkerung, wahlloses Feuer und Geiselnahmen.

Die politischen Auswirkungen waren auch in Aserbaidschan zu spüren, als Hüseynov seinen „Marsch nach Baku“ antrat. Frustriert von Elçibəys „Inkompetenz'“ und von seinem Rang als Oberst degradiert, rückte seine Brigade Anfang Juni von ihrem Stützpunkt in Gəncə nach Baku vor, mit dem ausdrücklichen Ziel, den Präsidenten abzusetzen. Elçibəy trat am 18. Juni von seinem Amt zurück und die Macht wurde vom damaligen Parlamentsmitglied Heydər Əliyev übernommen. Am 1. Juli wurde Hüseynov zum Premierminister Aserbaidschans ernannt.

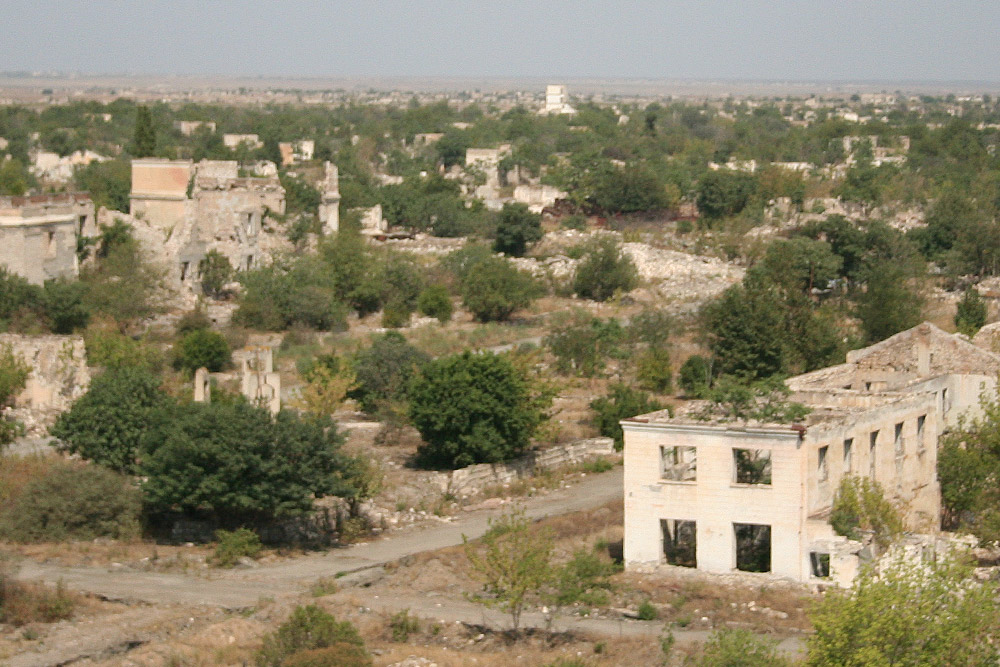
Ruinen in Ağdam, 2009

Die armenische Seite nutzte die Unruhen in Baku aus, die die Fronten in Bergkarabach nahezu schutzlos zurückgelassen hatten. Die folgenden vier Monate politischer Instabilität in Aserbaidschan führten zum Verlust der Kontrolle über fünf Bezirke sowie den Norden Bergkarabachs. Die aserbaidschanischen Streitkräfte konnten den armenischen Vorstößen keinen großen Widerstand entgegensetzen und gaben die meisten ihrer Stellungen ohne großen Widerstand auf. Ende Juni 1993 wurden sie aus Martakert vertrieben und verloren ihren letzten Halt in Bergkarabach. Im Juli bereiteten sich armenische Streitkräfte darauf vor, Ağdam anzugreifen und einzunehmen, einen weiteren Bezirk, der außerhalb von Bergkarabach lag, mit dem Ziel, eine Pufferzone um Bergkarabach zu schaffen, die Städte und Dörfer und ihre Stellungen von der Reichweite aserbaidschanischer Artillerie fernhalten würde.
Am 4. Juli begannen armenische Truppen mit einem Artilleriebeschuss auf Ağdam und zerstörten weite Teile der Stadt. Soldaten begannen zusammen mit Zivilisten mit der Evakuierung Ağdams. Angesichts des militärischen Zusammenbruchs nahm Əliyev die Gespräche mit der Regierung von Bergkarabach und Vertretern der Minsker Gruppe wieder auf. Mitte August versammelten die Armenier eine Streitmacht, um Füzuli und Cəbrayıl, zwei Regionen im eigentlichen Aserbaidschan, einzunehmen. Heydər Əliyev rekrutierte 1993 1.000 bis 1.500 Mudschaheddin aus Afghanistan. Zwar bestritt die Regierung diesen Vorwurf, jedoch gab es viele Fotos und andere Beweise davon das der Vorwurf stimmen müsste.

### Verhandlungen und Waffenstillstand

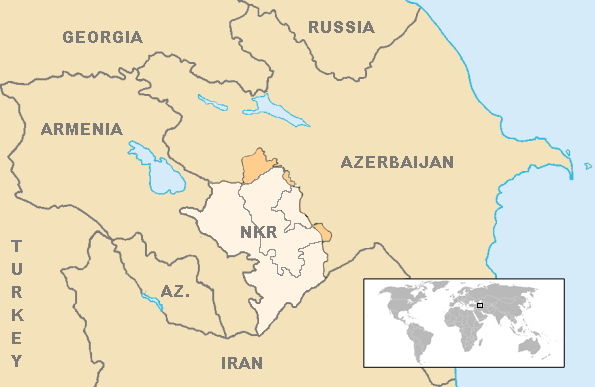
Grenzen im Jahre 1994, Armenien kontrolliert den Großteil Bergkarabachs, während Aserbaidschan noch über Goranboy und die östlichen Teile von Ağdərə und Xocavənd verfügt

Im Oktober 1993 wurde Əliyev zum Präsidenten Aserbaidschans gewählt. Im gleichen Monat trat Aserbaidschan der GUS bei. Im Winter wurden zwei weitere UN-Resolutionen verabschiedet, und zwar 874 und 884, weswegen die UN Bergkarabach weiterhin als ein besetztes Territorium Aserbaidschans anerkannte.
Anfang Januar 1994 eroberten aserbaidschanische Streitkräfte einen Teil des Distrikts Füzuli zurück, darunter den Eisenbahnknotenpunkt Horadiz an der iranischen Grenze, es gelang ihnen jedoch nicht, die Stadt Füzuli selbst zurückzuerobern. Am 10. Januar startete Aserbaidschan eine Offensive in Richtung der Region Martakert, um den nördlichen Teil Bergkarabachs zurückzuerobern. Den Aserbaidschanern gelang es, im Norden und Süden vorzurücken und kleinere Gebiete zurückzuerobern, doch die Offensive endete bald. Als Reaktion darauf begann Armenien mit der Entsendung von Wehrpflichtigen und regulären Truppen der Armee und des Innenministeriums, um den Vormarsch Aserbaidschans in Bergkarabach aufzuhalten. Um die Reihen ihrer Armee zu stärken, erließ die armenische Regierung ein Dekret, das eine dreimonatige Einberufung für alle Männer bis zum Alter von 45 Jahren vorsah. Mehrere aktive Soldaten der armenischen Armee wurden von den aserbaidschanischen Streitkräften jedoch gefangen genommen.
Aserbaidschan rechnete mit einem neuen Waffenstillstandsvorschlag entweder von der OSZE oder von Russland. Als die letzten Kämpfe des Konflikts in der Nähe von Goranboy stattfanden, in einer Reihe kurzer Gefechte in Gülüstan, trafen sich Ende April 1994 armenische und aserbaidschanische Diplomaten im finnischen Mariehamn, um die Einzelheiten des Waffenstillstands auszuarbeiten. Am 5. Mai 1994 in Bischkek einigten sich alle drei Parteien im Bischkek Protokoll unter der Vermittlung der Gemeinschaft Unabhängiger Staaten darauf, die Kämpfe einzustellen, und versprachen, einen Waffenstillstand einzuhalten, der am 12. Mai in Moskau unterzeichnet wurde und um 00:01 Uhr in Kraft trat. Das Abkommen wurde von den jeweiligen Verteidigungsministern der drei wichtigsten Kriegsparteien, Armenien, Aserbaidschan und der De-facto-Republik Bergkarabach, unterzeichnet. In Aserbaidschan begrüßten viele das Ende des Krieges. In einigen Teilen der Region kam es weiterhin zu Kämpfen.

## Berichterstattungen
Eine Reihe von Journalisten beider Seiten berichteten über den Krieg, darunter Wardan Hovhannisjan, der 2007 den Preis des Tribeca Film Festivals als bester neuer Dokumentarfilmer für seine Eine Geschichte von Menschen in Krieg und Frieden gewann, und Çingiz Mustafayev, der als Nationalheld Aserbaidschans ausgezeichnet wurde. Der armenisch-russische Journalist Dmitri Pissarenko, der ein Jahr an der Front verbrachte und viele der Schlachten filmte, schrieb später, dass sowohl armenische als auch aserbaidschanische Journalisten damit beschäftigt seien, die offiziellen Standpunkte ihrer jeweiligen Regierungen zu wiederholen. Armenische Militärkommandanten waren begierig darauf, nach aserbaidschanischen Offensiven Interviews zu geben, wenn sie die Gegenseite dafür kritisieren konnten, schwere Artillerieangriffe gestartet zu haben, die die „zahllosen, aber stolzen Armenier“ abwehren mussten. Dennoch zögerten sie, sich zu äußern, als armenische Truppen ein Dorf außerhalb von Bergkarabach eroberten, um eine Rechtfertigung solcher Taten zu vermeiden. Daher hatten armenische Journalisten das Bedürfnis, kreativ genug zu sein, um das Ereignis als „armenische Gegenoffensive“ oder als „notwendige Militäroperation“ darzustellen.
Die bulgarische Journalistin Zwetana Paskalewa ist für ihre Berichterstattung über die Operation Ring bekannt. Einigen ausländischen Journalisten ging es zuvor darum, die Zugeständnisse der Sowjets im Kalten Krieg zu betonen, und nun gingen sie dazu über, die UdSSR als ein von ethnischen Konflikten überschwemmtes Land darzustellen, zu denen auch der Bergkarabachkonflikt gehörte.
Aufgrund des Mangels an verfügbaren Informationen über die wahren Wurzeln und Ursachen des Konflikts füllten ausländische Reporter das Informationsvakuum mit ständigen Hinweisen auf den religiösen Faktor, das heißt die Tatsache, dass die Armenier überwiegend Christen waren, während Aserbaidschaner überwiegend Muslime waren – ein Faktor, der im Verlauf des gesamten Konflikts aber praktisch keine Rolle spielte. Leser, die bereits über den zunehmenden militärischen Islamismus im Nahen Osten Bescheid wussten, galten als perfekte Zielgruppe, um über einen Fall „muslimischer Unterdrücker, die eine christliche Minderheit unterdrücken“ informiert zu werden. Die Religion wurde zu Unrecht stärker betont als politische, territoriale und ethnische Faktoren, wobei in beiden Ländern nur sehr selten Bezug auf Demokratie- und Selbstbestimmungsbewegungen genommen wurde. Erst beim Massaker von Chodschali Ende Februar 1992, als Hunderte aserbaidschanische Zivilisten von armenischen Truppen massakriert wurden, verschwanden Hinweise auf Religion weitgehend, da sie im Widerspruch zu dem gepflegten journalistischen Schema standen, in dem christliche Armenier als Opfer und muslimische Aserbaidschaner als Täter dargestellt wurden. Eine Studie der vier größten kanadischen Zeitungen, die über das Ereignis berichteten, ergab, dass die Journalisten dazu neigten, das Massaker an Aserbaidschanern als zweitrangiges Thema darzustellen und sich auf armenische Quellen zu verlassen, um den armenischen Dementis Vorrang vor den aserbaidschanischen „Vorwürfen“, die als maßlos übertrieben bezeichnet wurden, einzuräumen, das Ausmaß des Todes herunterzuspielen, keine Bilder der Leichen und Trauernden zu veröffentlichen und das Ereignis in Leitartikeln und Meinungskolumnen nicht zu erwähnen.

## Gewalt und Verhandlungen nach dem Waffenstillstand

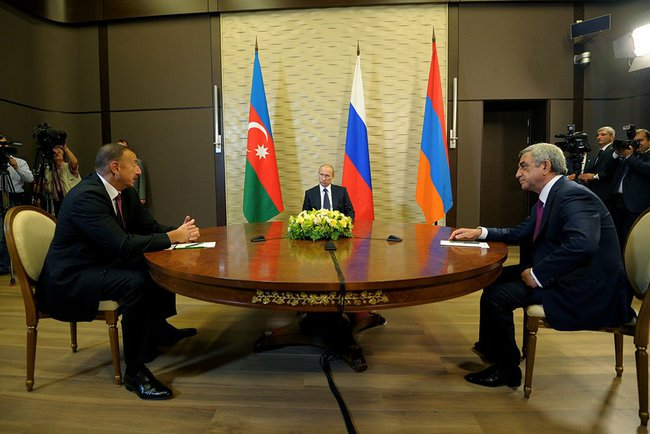
İlham Əliyev, Sersch Sargsjan und Wladimir Putin bei Gesprächen in Moskau, 10. August 2014

Der Bergkarabachkonflikt wurde zu einem der eingefrorenen post-sowjetischen Konflikte neben dem Konflikt um Abchasien und Südossetien, dem Konflikt um Transnistrien und dem kirgisisch-tadschikischem Grenzkonflikt. Es gab wiederholt Bemühungen um eine Verhandlungslösung mit verschiedenen Lösungsvorschlägen sowie dazwischen Ausbrüche von Gewalt an der Waffenstillstandslinie. Teils waren diese durch externe Ereignisse bedingt, wie den Kosovokrieg 1999. Auch eine Reihe Resolutionen internationaler Organisationen wurde verabschiedet, ohne dass diese die Situation vor Ort verändert hätten.
Währenddessen konnte sich die Republik Bergkarabach innenpolitisch und wirtschaftlich stabilisieren und baute eine eigene professionelle Armee auf. Der Krieg verstärkte Armenierfeindlichkeit in Aserbaidschan und Aserbaidschanerfeindlichkeit in Armenien.
In einem erneuten Krieg um Bergkarabach 2020 konnte Aserbaidschan innerhalb weniger Wochen weit in das bis dahin von Bergkarabach kontrollierte Gebiet vorstoßen. Nachdem auch Şuşa von Aserbaidschan eingenommen wurde, willigte die armenische Seite in ein von Russland vermitteltes Waffenstillstandsabkommen ein. Dieses sah die Übergabe weiterer Gebiete an Aserbaidschan vor und die Stationierung einer russischen Friedenstruppe im verbliebenen armenisch kontrollierten Gebiet. Der Latschin-Korridor zwischen diesen Gebieten und Armenien sollte ebenfalls von russischen Truppen überwacht werden. Nachdem es in den folgenden Jahren immer wieder zu gewaltsamen Zusammenstößen kam, einschließlich Beschuss und Vorstößen Aserbaidschans auf armenisches Staatsgebiet im Armenisch-Aserbaidschanischen Grenzkonflikt, ging Aserbaidschan 2023 erneut zu einer Offensive gegen Bergkarabach über. Diese führte zur Kapitulation der Separatisten nach nur einem Tag und in den folgenden Wochen zur Flucht der armenischen Bevölkerung aus Bergkarabach.

## Kriegsverbrechen
Nachdem Armenien und Aserbaidschan aus dem Zusammenbruch der Sowjetunion als junge Staaten hervorgegangen waren und aufgrund der fast unmittelbar bevorstehenden Kämpfe, unterzeichneten sie erst Mitte 1993 völkerrechtliche Abkommen, einschließlich der Genfer Konventionen. Alle drei Regierungen, die De-facto-Regierung Bergkarabachs eingeschlossen, beschuldigten regelmäßig die jeweils andere Seite der Begehung von Gräueltaten, die zeitweise von Drittmedien oder Menschenrechtsorganisationen bestätigt wurden. Das Massaker von Chodschali beispielsweise wurde sowohl von Human Rights Watch als auch von Memorial bestätigt. Über das Massaker von Maraga wurde 1992 von der in Großbritannien ansässigen Organisation Christian Solidarity International und der stellvertretenden Sprecherin des britischen Oberhauses, Caroline Cox, berichtet. Die Pogrome in Baku und Sumgait waren ebenfalls ethnische Gewalttaten im Kontext des Bergkarabachkonflikts. Andere Verbrechen gegen Aserbaidschaner waren das Pogrom in Gugark und der Schwarze Januar, währenddessen sowjetische Truppen die Unabhängigkeitsbewegungen in Baku unterdrückten und hunderte Zivilisten töteten.